# 天津文庙
天津文庙，是明、清两代天津官学和祭祀孔子的场所。位于南开区东门里大街。该建筑目前是天津市文物保护单位和特殊保护等级历史风貌建筑。也是天津地区目前规模最大、保存最为完整的古建筑群。现为天津文庙博物馆。

## 历史
天津文庙始建于明正统元年（1436年），其时天津卫指挥使朱胜将住居一所捐为学宫，修建堂斋、公廨等。正统十二年（1447年）大成殿落成，称为“卫学”。清雍正三年（1725年），天津由卫改州，九年（1731年）又升为府，另置天津县。卫学亦改为府学。十二年（1734年）在府学之侧增建县学，形成府学、县学并列的格局。1954年，天津市人民政府公布文庙为第一批市级文物保护单位。目前文庙为天津文庙博物馆所在地，馆内有府庙大成殿复原陈列和《孔子生平》等展览，并不定期进行“ 祭孔古乐演奏”。

## 建筑
文庙南至北分别为万仞宫墙、泮池、棂星门、大成门、大成殿、崇圣祠以及东、西配殿等。

## 图集

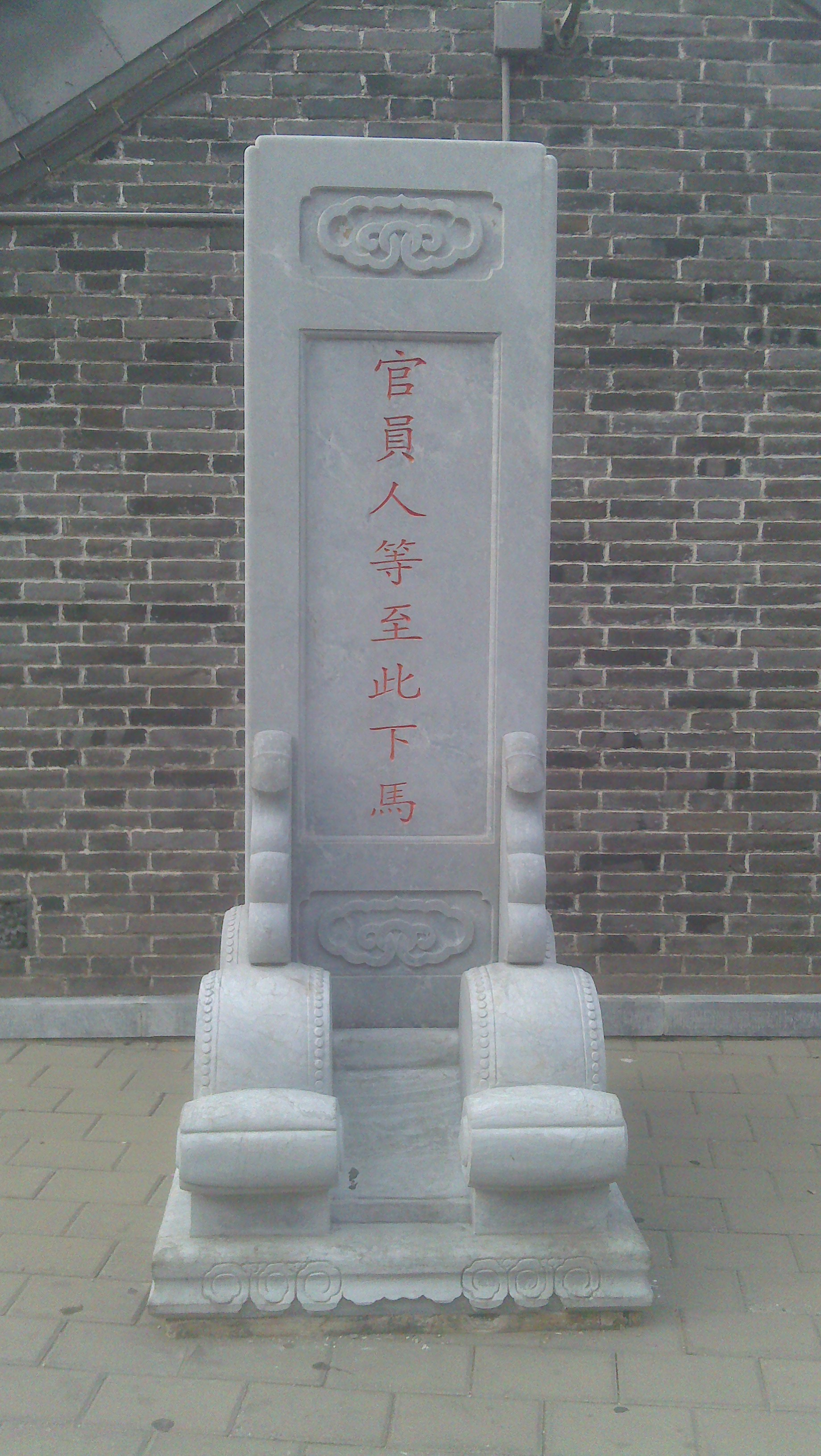
天津衛文廟院外下馬石
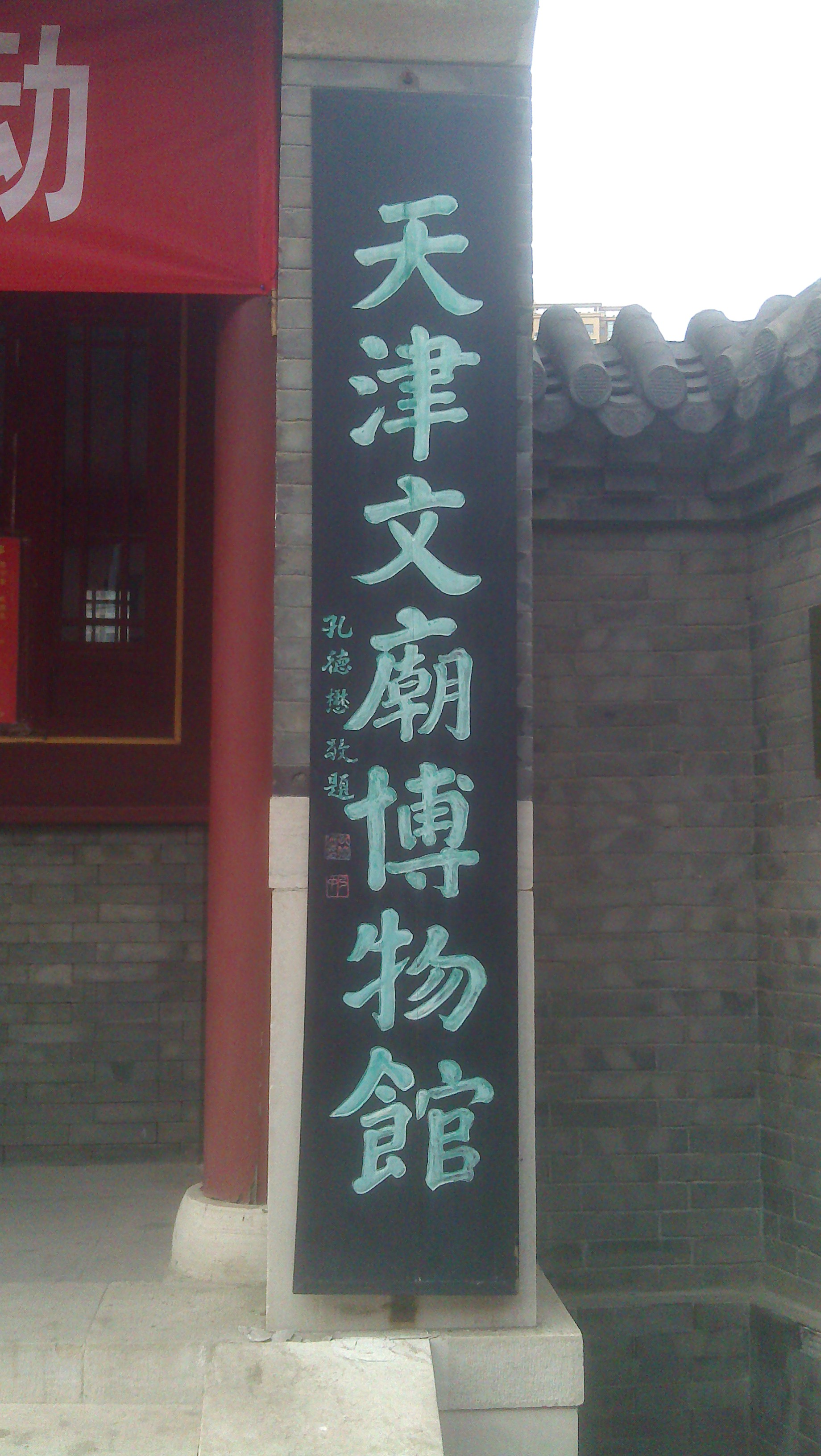
天津衛文廟牌匾
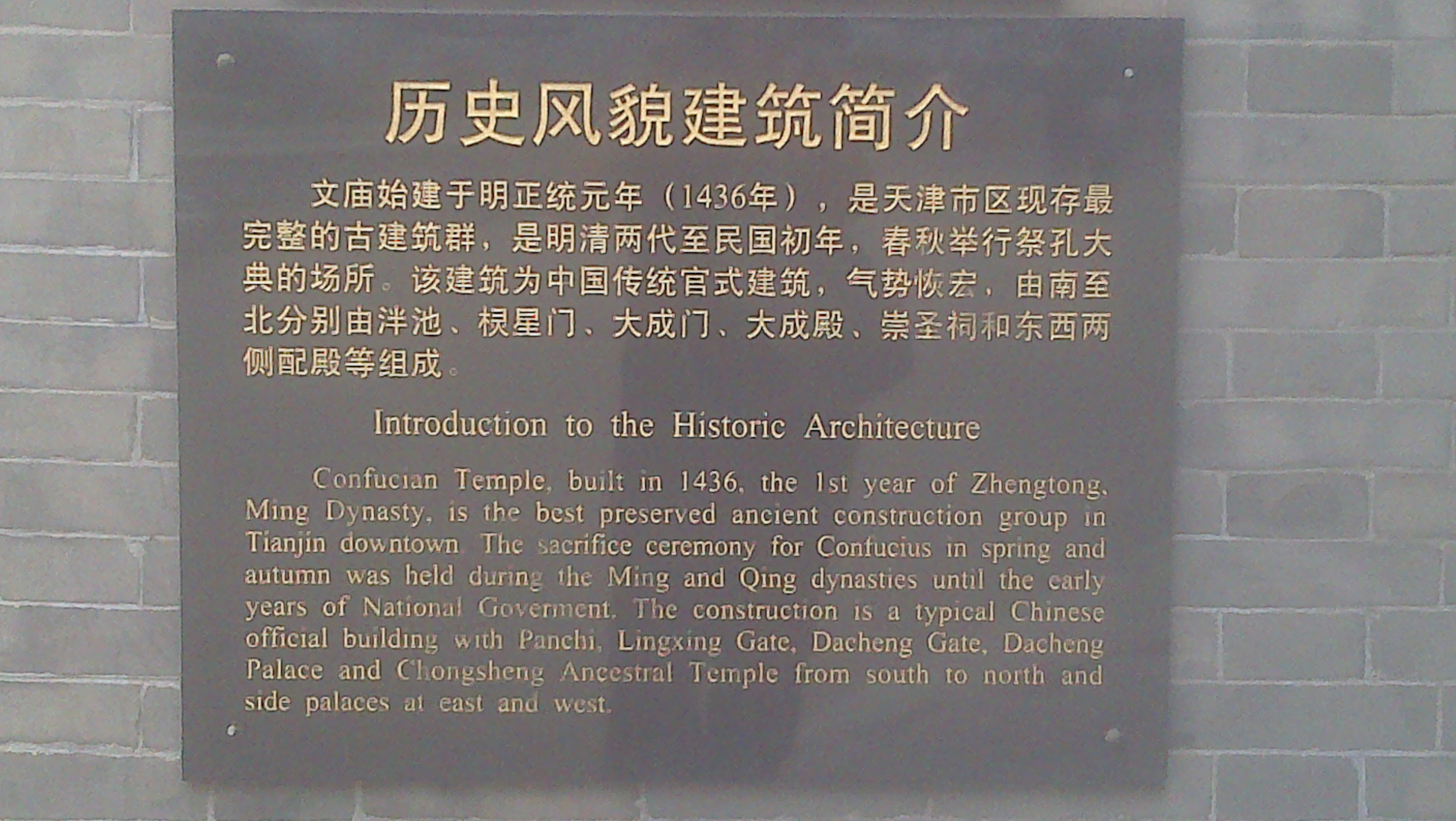
天津衛文廟文物建築簡介

## 内部链接
- 文庙